# الفوج الملكي الإسكتلندي

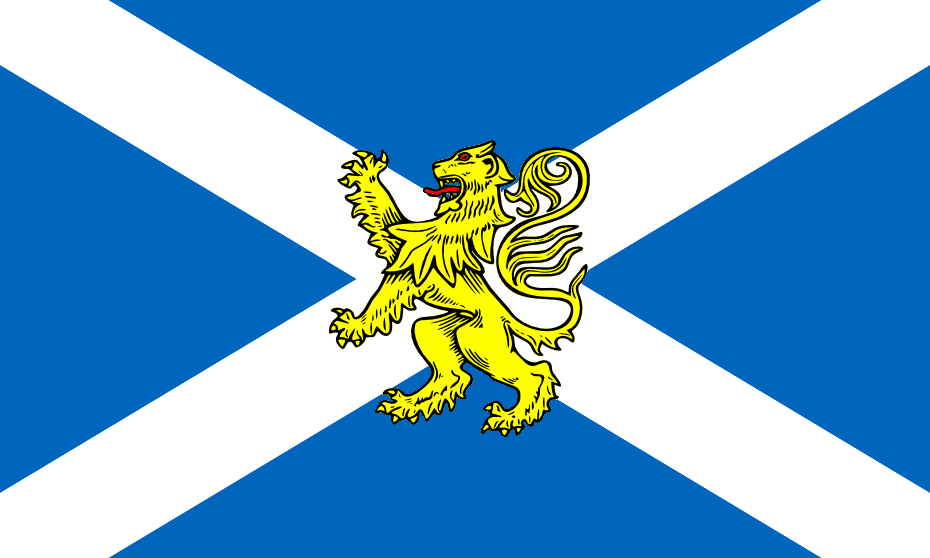
علم فوج الأسكتلنديين

الفوج الملكي الإسكتلندي هو فوج المشاة الأسكتلندي الأول والوحيد في مشاة الجيش البريطاني . ويتكون من أربع كتائب نظامية وكتيبتين احتياطيتين، بالإضافة إلى سرية إضافية، كل منها كانت في السابق فوجًا فرديًا (باستثناء الكتيبة الأولى، إذ هي عبارة عن دمج فوجين). ومع ذلك، مازالت معظم الكتائب تحتفظ بمعدات الأفواج السابقة كالمزامير والطبول للإستمرار في تقاليد الأفواج السابقة.

## التنظيم

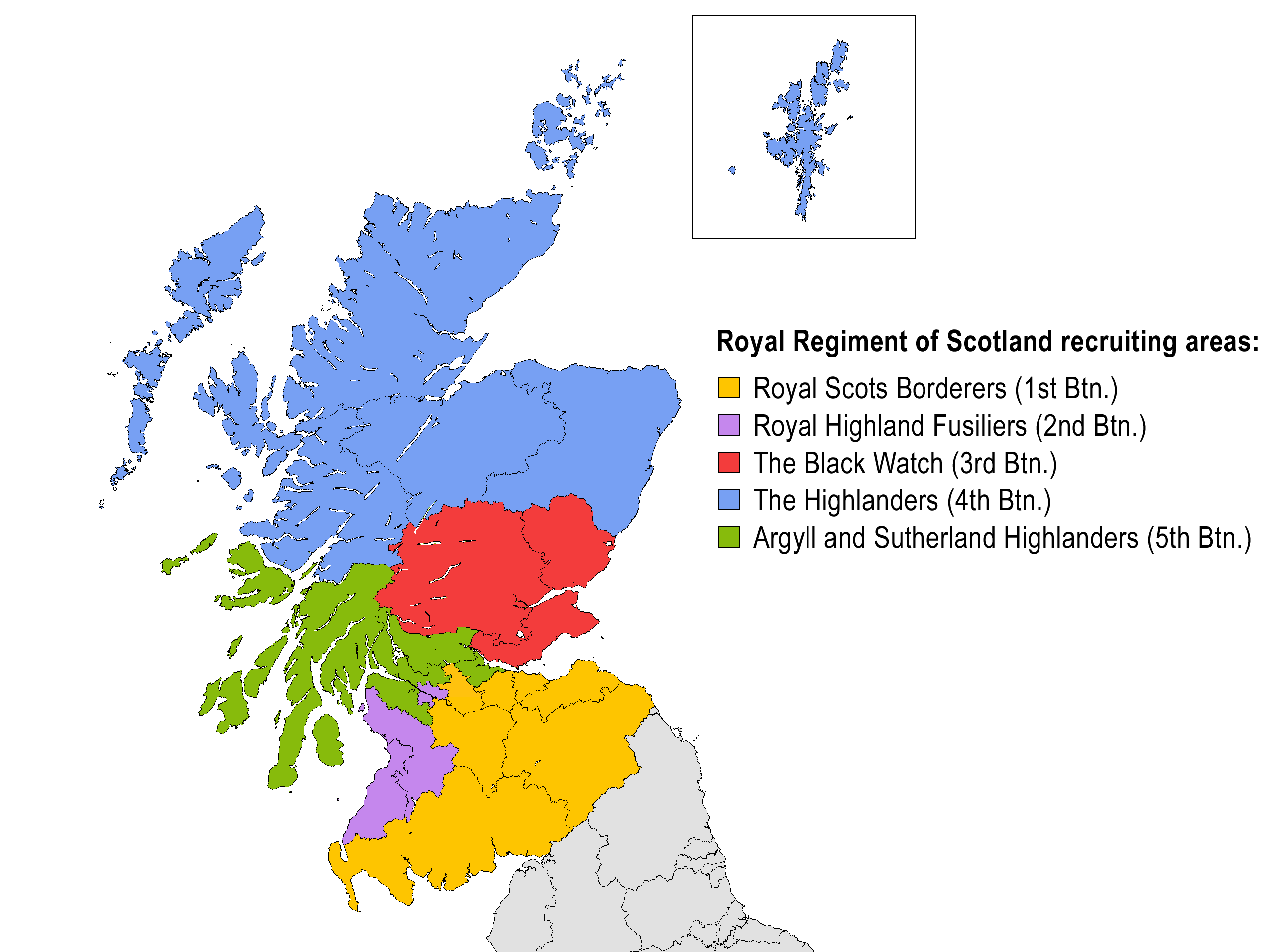
مناطق التجنيد التقليدية للكتائب الخمس النظامية النشطة ، وهو نظام تم تقديمه في الأصل من قبل إصلاحات كاردويل في عام 1871

جميع الكتائب في الفوج الملكي الإسكتلندي أخذت اسم أفواجها الفردية السابقة، للحفاظ على الروابط الإقليمية وهويات الفوج السابقة.  

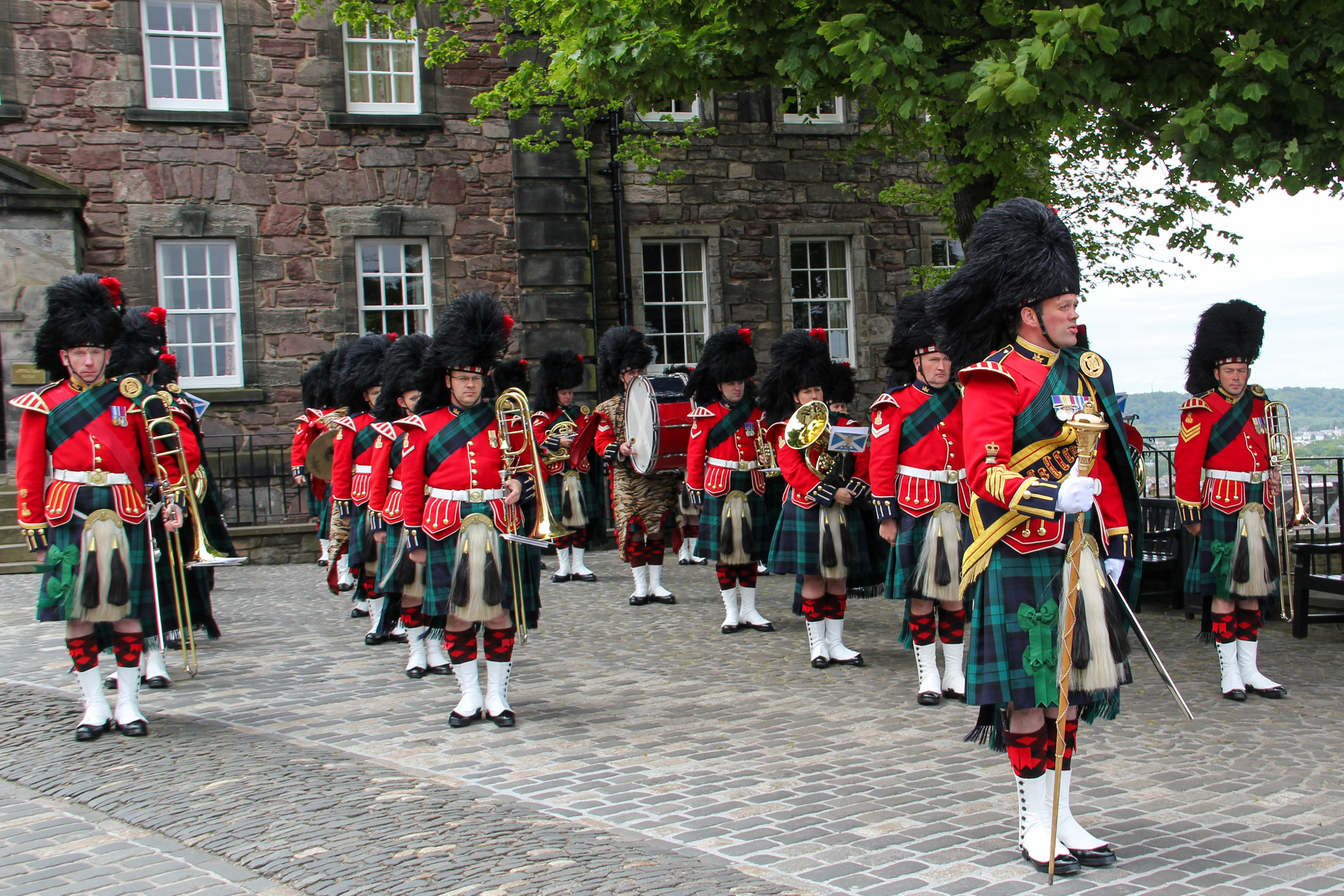
فرقة الكتيبة الملكية الإسكتلندية في قلعة ادنبره

## متحف الفوج
يقع متحف الإسكتلنديين الملكي (الفوج الملكي) والفوج الملكي الإسكتلندي في قلعة ادنبره . يعمل كمتحف مستقل، وتشمل المعروضات الديوراما والزي الرسمي والميداليات والأسلحة والطبول والشعارات الاحتفالية والفضية. يركز على أنشطة الفوج منذ تأسيسه وحتى حياة الجيش المعاصرة. 